# Саобраћај у Црној Гори
Црна Гора је по свом положају медитеранска и балканска земља, па је и главни саобраћајни правац у земљи веза између лука на Јадрану и балканске унутрашњости у залеђу. Главна тешкоћа земље је њен веома изражен планински карактер и непроходност, што је знатно допринело спором развоју саобраћаја у земљи.
Црна Гора има развијен друмски, железнички, ваздушни и водни саобраћај, а главни град, Подгорица, је средишњи саобраћајни чвор у земљи.

## Железнички саобраћај
Укупна дужина железничке мреже у Црној Гори је 250 km. У земљи постоје три редовне железничке линије. Прва је Бар-Подгорица, друга Подгорица-Бијело Поље и трећа линија Подгорица-Никшић.
Урађена је идејна студија изградње нове пруге Пљевља- Бијело Поље, дуге зависно од варијанте од 59 до 68 километара. И други крак пруге од Бијелог Поља(Равне Ријеке) до границе са Косовом дужине око 60 километара. Циљ изградње пруге је да се Пљевља која су богата рудом повежу са Луком Бар и са Косовом.
Железничка веза са суседним земљама:
- Албанија - да
- Србија - да
- Босна и Херцеговина - не, раније постојала ускотрачна пруга Никшић- Билећа (1938-1976.када је укинута)
- Хрватска - не, раније постојала ускотрачна пруга лука Зеленика- Херцег Нови- Игало- Ћилипи- Цавтат- Ускопље (1901-1968.када је укинута)

## Друмски саобраћај
Укупна дужина путева у Црној Гори је 8000 km, од тога 7900 km у чврстој подлози (асфалт, бетон). У Црној Гори је 13 јула отворена прва деоница аутопута  Бар- Бољаре од Смоковаца до Маташева. Са друге стране, посебност Црне Горе је број тунела и мостова на њеним путевима. Од, 2006. године, отворен је тунел Созина, који је знатно скратио пут између јадранске обале и залеђа.Моста преко тјеснаца Вериге у Боки Которској. Радови на изградњи ауто-пута Бар-Бољаре званично су почели 11.05.2015.године, деоница Смоковац-Увач-Матешево, дужине 41 километар, са 45 мостова и вијадуката и 32 тунела. Радове изводи кинеска компанија "CRBC" и рок завршетка је 4 године. План је да се након ове деонице настави са градњом следеће деонице Матешево-Андријевица, дужине 23 километра. Поред овог аутопута Црна Гора разматра опцију о јадранско-јонском коридору који би се пружао од Херцег Новог преко Боко-которског залива (мост), Будве, Бара (где би требала да буде петља аутопутем А1) до Улциња и даље ка албанској граници.

Кроз Црне Гору пролазе следећи Европски коридори и њихови наставци:
- Магистрални пут E-65/E-80 – деоница: (Хрватска)-Игало-Тиват-Будва-Петровац на мору- Подгорица-Колашин-Беране-Рожаје-(Србија)
- Магистрални пут E-762 – деоница: (Албанија)-Божај-Подгорица-Никшић-Шћепан Поље- (Босна и Херцеговина)
- Магистрални пут E-763 – деоница: (Србија)-Бијело Поље-Мојковац-Колашин
- Магистрални пут E-851 – деоница: Петровац на Мору-Бар-Улцињ- (Албанија)

## Водени саобраћај
Црна Гора је поморска земља са дугом поморском традицијом. Бокељи и Бока Kоторска добар део своје историје везују за море и поморство. Котор је био старо поморско средиште овог дела Јадрана. Данас је лука са највећим значајем за привреду земље и привреду Србије у залеђу лука Бар. Такође, постоји редовна поморска линија фериботом Бар-Бари. Котор, Тиват, Рисан и Зеленика, сви у Боки, су мање луке. 
Од слатких вода (реке, језера) пловно је Скадарско језеро и његова притока, Ријека Црнојевића, око ушћа. Овај вид водног саобраћаја је слабо развијен изводи се највише на вожњу мањим пловилима (чамци).

## Ваздушни транспорт
У Црној Гори постоје два аеродрома, уврштена на листу аеродрома са IATA кодом (IATA Airport Code):
- Аеродром Подгорица - TGD
- Аеродром Тиват - TIV

Постоје и мањи аеродроми на северу земље и централном делу (Беране, Жабљак, Никшић), али они нису опремљени за прихват већих летелица и значајни су на нивоу државе.
Такође и један спортски аеродром Шпиро Мугоша на Ћемовском пољу код Подгорице.